# Eucyclops subterraneus
Eucyclops subterraneus – gatunek widłonoga z rodziny Cyclopidae. Opisał go w 1907 roku szwajcarski zoolog Eduard Graeter (1881–1957), nadając mu nazwę Cyclops macrurus subterranea.